# Ordre des Carmes déchaux
Pour les articles homonymes, voir Carmel, Carmes et Ordre du Carmel.

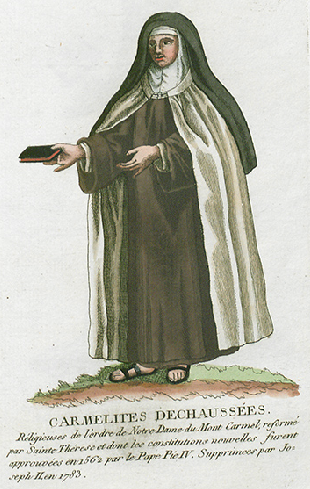
Des carmélites déchaussées.

L'ordre des Carmes déchaux ou ordre des Frères déchaux et des Moniales déchaussées de la Bienheureuse Vierge Marie du Mont-Carmel, abrégé en O.C.D., est un ordre religieux catholique contemplatif et apostolique, appartenant à la catégorie des ordres mendiants. Les frères carmes déchaux partagent avec les sœurs carmélites déchaussées, moniales cloîtrées, le même rythme de prière. S’ils consacrent ainsi deux heures chaque jour à la prière silencieuse, leur mission est plus particulièrement d’annoncer l’Évangile par la prédication à la lumière de la riche tradition spirituelle du Carmel.
Cette congrégation religieuse établie à la fin du XVIe siècle est née d'une réforme de l'ordre du Carmel. Cette réforme fut d'abord appliquée à des couvents de femmes par sainte Thérèse d'Ávila en 1562. Ensuite la réformatrice, secondée par saint Jean de la Croix, l'introduisit dans les couvents d'hommes. Un des signes de la réforme de sainte Thérèse d’Ávila était que les carmes allaient pieds nus dans des sandales (d'où leur nom).
Aujourd'hui, les carmes déchaux et les carmélites déchaussées, issus de la réforme de Thérèse d'Ávila et de Jean de la Croix, sont au nombre d'environ 4 000 frères et 10 000 sœurs sur les cinq continents.
Des laïcs, célibataires ou mariés, prêtres ou diacres séculiers, vivent aussi de la spiritualité du Carmel et se réunissent régulièrement au sein de communautés carmélitaines. Ils forment l'ordre des Carmes déchaux séculier (O.C.D.S.), anciennement nommé le Tiers-Ordre.

## Histoire de l'ordre

### Les origines
L'ordre des Carmes et Carmélites déchaussés, reconnu comme expression nouvelle de l’ordre du Carmel, joint la fidélité à l’esprit et la tradition du Carmel à la volonté d’un renouveau spirituel introduit par sainte Thérèse d’Avila avec l’aide de saint Jean de la Croix. (cf. Constitutions OCD)
Les origines de l’ordre du Carmel se situent en Terre-Sainte. Vers le milieu du XIIe siècle, les frères vivaient dans des grottes sur les pentes du mont Carmel, d'où l'ordre tire son nom. Le fait est attesté par quelques documents et confirmé par l’architecture très sobre de leur première chapelle, dédiée à Notre-Dame, et par les poteries découvertes aux alentours. Dans la vallée qui, au nord-est du promontoire du mont Carmel, s’ouvre vers la Méditerranée, près d’une source, que les Arabes appellent « Wadi’ aïn es Siah », les ermites habitaient des grottes, creusées dans les flancs de la montagne. Cependant, la naissance de l’ordre du point de vue canonique (reconnaissance officielle par l’Église) date de 1209, quand ces ermites reçoivent une règle de vie, donnée par Albert Avogadro, patriarche latin à Jérusalem, légat du Saint-Siège. Le pape Honorius III approuve cette règle en 1226. Le pape Innocent IV en 1247 rectifie cette règle pour l’adapter à la vie de religieux mendiants, imposée aux ermites après leur arrivée en Europe, à la suite de la perte du royaume de Jérusalem. La Règle du Carmel, adaptée par Innocent IV, est mitigée par Eugène IV en 1432 à la suite de la demande de certains moines.

### La réforme thérésienne du Carmel

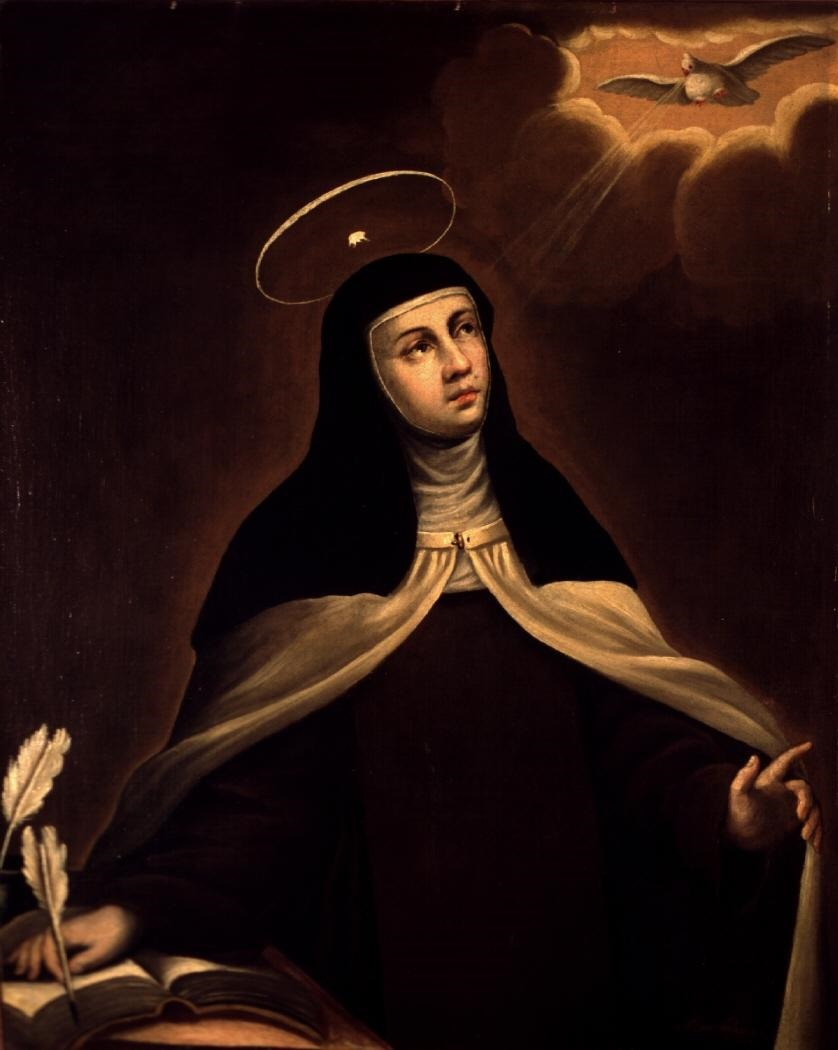
Santa Teresa de Jesús. Peinture à l'huile d'Alonso del Arco, XVIIe siècle

La mitigation de la règle, causée par la peste noire et par le schisme, valut à l’ordre du Carmel, comme aux autres congrégations religieuses, de nombreux mouvements de réforme. Une réforme italienne, dite de Mantoue, connut aussi près d’un siècle d’épanouissement. Jean Soreth travailla vigoureusement à la Réforme de Touraine. Cependant, la grande réforme de l’Ordre, celle qui devait avoir le plus grand impact, fut entreprise par Thérèse d’Avila, aidée de Jean de la Croix, au milieu du XVIe siècle.
Thérèse d'Avila entre au Carmel de l’Incarnation d’Avila à 20 ans. À cette date, le monastère de l’Incarnation vit de la Règle mitigée et les lois de la clôture ne sont nullement strictes. Le 24 août 1562, Thérèse d'Avila, sous le nom religieux de Thérèse de Jésus, se déchausse, revêt l’habit de bure brune et part fonder avec quatre novices un nouveau monastère dédié à saint Joseph, inaugurant ainsi la réforme de l'Ordre consistant au retour rigoureux à la règle de 1247 définie par le pape Innocent IV (règle de saint Albert de 1209 adaptée à la vie monastique).
Lors de la fondation de son deuxième monastère de carmélites déchaussées à Medina del Campo, Thérèse de Jésus retrouve le prieur des carmes de cette ville, Antoine de Heredia, qui lui promet aussitôt « d’être le premier religieux de la Réforme ». À Medina encore, Thérèse de Jésus rencontre pour une première fois un jeune carme, alors étudiant à Salamanque, Jean de Saint-Matthias, futur saint Jean de la Croix. Elle le persuade d’embrasser à son tour la réforme, au lieu d'entrer à la chartreuse comme il le désirait. Le 28 novembre 1568, le premier couvent de carmes déchaussés est érigé à Duruelo, dans la plus grande pauvreté. Les pères Antoine de Jésus, Jean de la Croix et frère Joseph, diacre, font leur nouvelle profession selon la Règle primitive.

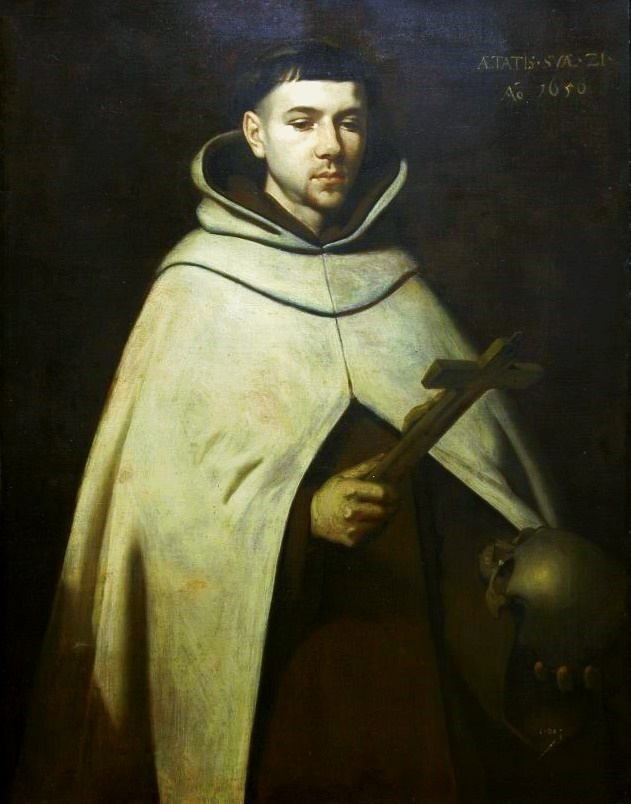
Saint Jean de la Croix, premier carme déchaussé

La mère Thérèse de Jésus continue de fonder des monastères de carmélites déchaussées. Elle fonde les carmels de Tolède et de Pastrana en 1569, suivent les carmels de Salamanque en 1571 et d’Alba de Tormes un an plus tard. Le 11 juin 1570, la petite communauté de religieux déchaux à Duruelo peut être transférée dans un couvent régulier à Mancera, où deux grandes figures des premiers carmes déchaussés reçoivent l’habit de l’ordre : Jérôme Gratien et Nicolas Doria.
En 1575, une grave crise survient entre Thérèse et les autorités de l'ordre du Carmel. Certains carmes mitigés, craignant de se voir imposer la réforme thérésienne contre leur gré voient d'un mauvais œil l'extension de cette réforme aux frères carmes par la fondation de plusieurs couvents de carmes "réformés". De plus, les couvents du Carmel d'Espagne sont alors tenus sous la double autorité du maitre général de l'Ordre et du nonce apostolique. À cela se rajoutent des pressions politiques du roi d'Espagne et du pape. Dans un contexte tendu, les carmes mitigés demandent des explications à Thérèse d'Avila sur l'extension de sa réforme, mais leur courrier prend beaucoup de temps à arriver (plus de 9 mois). Informée tardivement des critiques, Thérèse répond rapidement à leur courrier, mais sa propre réponse arrive trop tard (après le chapitre de Plaisance). Faute d'information, et soupçonnant une insubordination de Thérèse (à l'ordre du Carmel), les pères carmes mitigés votent l'annulation de la réforme thérèsienne et se lancent dans une violente persécution des tenants de cette réforme. Après un long conflit (jusqu'aux plus hautes autorités), les malentendus s'éclaircissent, et finalement Thérèse peut reprendre ses fondations.
À la mort de sainte Thérèse d’Avila en 1582, la Réforme thérésienne compte, en Espagne, 16 monastères de moniales et 17 couvents de religieux.

### Une séparation progressive
Très vite, la Réforme thérésienne connait de grands succès. Face aux conflits entre carmes chaussés et carmes déchaux, le pape Grégoire XIII répond en faveur des déchaux (soutenus par le roi Philippe II d'Espagne) par le bref du 22 juin 1580 qui rassemble tous les couvents de carmes déchaux dans une nouvelle province directement rattachée au général de l'ordre du Carmel mais ne disposant pas encore de père provincial. Lors du premier chapitre des déchaux, en mars 1581, le père Jérôme Gratien est élu provincial de cette nouvelle province des carmes déchaux.
En 1585, le père Gratien cède la place au père Nicolas Doria qui devient le provincial des carmes déchaux qui ne comptent alors qu'une seule province. Mais quelques années plus tard, en 1593, le nouveau provincial des carmes déchaux (P. Doria), obtient du pape la séparation définitive de la province des déchaux d'Espagne leur donnant la liberté de s'étendre dans toute l'Europe et dans le monde.
Les couvents « de la réforme thérésienne » sont alors regroupés dans deux congrégations :
- la congrégation d'Espagne, qui regroupe tous les couvents réformés présents en Espagne et dans l'Empire espagnol ;
- la congrégation d'Italie, qui regroupe tous les couvents réformés présents en Italie (dans les royaumes et états de l'Italie actuelle), ainsi que tous les couvents qui viendraient à être ouvert dans le reste du monde (hors Empire espagnol).

Cette séparation restera effective jusqu'en 1875, où le pape Pie IX entérine, à la demande père carme Dominique de Saint-Joseph, la fusion des deux congrégation en une unique structure : « l'ordre des Carmes déchaux ».

### L’expansion de la réforme
Malgré le refus du général des Carmes déchaussés en Espagne qui ne souhaitaient pas voir la Réforme s’étendre en dehors de l’Espagne, le pape Clément VIII autorise l’établissement de la Réforme mais seulement en Italie. En 1584, le premier monastère des carmes déchaussés est fondé (sous l’invocation de sainte Anne) dans une chapelle située aux portes de l’ancienne ville de Gênes. En 1597, à Rome, le pape met l’Église Notre-Dame de la Scala à la disposition des Carmes déchaussés pour fonder le couvent de la Scala.
En 1590, le monastère de carmélites déchaussées de Gênes est également fondé : c'est la première fondation de carmélites déchaussées en dehors de l’Espagne.
Par le motu proprio du 20 mars 1597 Clément VIII sépare les carmes déchaux d'Italie de ceux d’Espagne. L’ordre des déchaux est alors divisé en deux congrégations autonomes : celle de Saint-Joseph (pour l’Espagne, le Portugal et le Mexique) et celle de Saint-Élie (pour l’Italie et les autres régions d’Europe et du monde).
Les Carmes déchaux se répandent très vite en Europe :
- une nouvelle fondation s'effectue en 1608 à Avignon (qui est alors territoire pontifical) ;
- en 1611 les Carmes établissent un couvent à Paris (église Saint-Joseph-des-Carmes de la rue de Vaugirard) [9];
- la même année un couvent est inauguré à Nancy, puis à Charenton-le-Pont. D’autres fondations suivirent rapidement : on dénombre 20 fondations entre 1615 et 1635.

En 1617, les six premières provinces de la Congrégation d’Italie sont canoniquement érigées : celles de Gênes, Rome (dans l'église Santi Gioacchino e Anna alle Quattro Fontane), Pologne, France, Flandre belge et Lombardie. Neuf ans plus tard, les couvents de Cologne, Vienne et Prague constituent la province d’Allemagne. En 1701 la province d’Autriche est créée. En France, les provinces de Paris, Aquitaine, Bourgogne et Normandie sont érigées respectivement en 1635, 1641, 1653 et 1686. Celle de Lorraine, érigée en 1740, n'est rattachée au royaume de Louis XV qu'en 1766.
Aux Pays-Bas, entre 1610 et 1652, vingt-quatre fondations de couvents de carmes déchaux sont réalisées. Les carmélites établissent sept monastères en douze ans. En 1612, cinq carmélites partent des Pays-Bas fonder le couvent de Cracovie en Pologne. D’autres fondations auront lieu ensuite à Lviv, Varsovie et Cracovie-Wesola.
En 1631, les Carmes déchaux vont réaliser une fondation très symbolique pour l'ordre : reconstruire le couvent du mont Carmel, lieu fondateur de l'ordre.
Séparée des Carmes de l'antique observance, cette réforme devint un nouvel ordre religieux autonome et comptait à la fin du XVIIe siècle une vingtaine de provinces pour presque 8 000 religieux.

### Persécutions et effondrement de l'Ordre
Durant les guerres de Religion, de nombreux couvents sont détruits et les religieux chassés, voire exécutés. Le XVIIIe siècle est une période de décadence pour les abbayes et les couvents. Du fait de la baisse des vocations et de la diminution des revenus qui garantissent le fonctionnement des couvents, plusieurs d'entre eux ferment. En 1765 on ne compte plus que 600 carmes déchaux en France, répartis dans 60 couvents (environ).
L'empereur Joseph II du Saint-Empire romain germanique, avant même la Révolution française, décide de supprimer tous les couvents des ordres religieux contemplatifs (le Carmel, mais également les visitandines). Tous les monastères de son empire (Allemagne, Autriche, Pologne, une partie de l'Italie, les Pays-Bas autrichiens) sont supprimés, et les religieux et religieuses soit expulsés soit envoyés dans les couvents d'autres ordres. Même l'intervention et la visite du pape Pie VI ne le fait pas changer d'avis. Sous l'impulsion de Louise de France, de nombreux carmels de France accueillent les carmélites expulsées.
En France, de 1766 et 1780, une « Commission des réguliers » est chargée de mettre un peu d’ordre dans les maisons religieuses. La commission enregistre 79 couvents de carmes déchaux totalisant 750 religieux ; la Commission estime que quatre couvents n’ont plus de raison d’être et les supprime (contre 21 pour les Grands Carmes). Mais les effectifs continuent de fondre et, en 1790, le recensement des religieux réalisé par la Constituante ne donne plus que 425 carmes déchaux.
La Révolution française entraine la fermeture de tous les couvents de carmes et de carmélites (l'Assemblée constituante supprime les congrégations religieuses à vœux solennels le 18 août 1790). Les biens des religieux sont saisis et vendus. Les carmes disparaissent de France jusqu'en 1840 (date de la réinstallation officielle des carmes déchaux en France). Les carmélites françaises entrent en clandestinité, ou partent trouver refuge dans des carmels à l'étranger, auprès de carmélites qu'elles avaient parfois hébergées quelques années auparavant. Mais les expansions des Guerres napoléoniennes entrainent la prise de contrôle par l'État français de nombreuses zones jusqu'alors en territoire étranger. Les couvents alors libres (Pays-Bas, Savoie...) sont fermés, les religieux et religieuses expulsés ou arrêtés. De nombreux carmes et carmélites sont également exécutés et meurent martyrs,.
En Espagne, au cours du XIXe siècle, plusieurs émeutes et révoltes amènent les populations à brûler des couvents, voire à y massacrer les religieux. En 1835, un gouvernement anticlérical ordonne la suppression des couvents qui comptent moins de 12 membres, nationalise certains biens du clergé et prend des décrets d'exclaustration en 1836. C'est ainsi que plus de 900 couvents sont fermés.

### La renaissance du Carmel

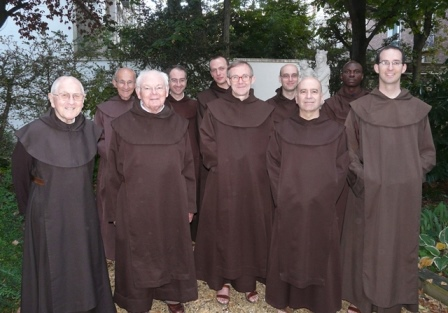
Carmes déchaux de Paris.

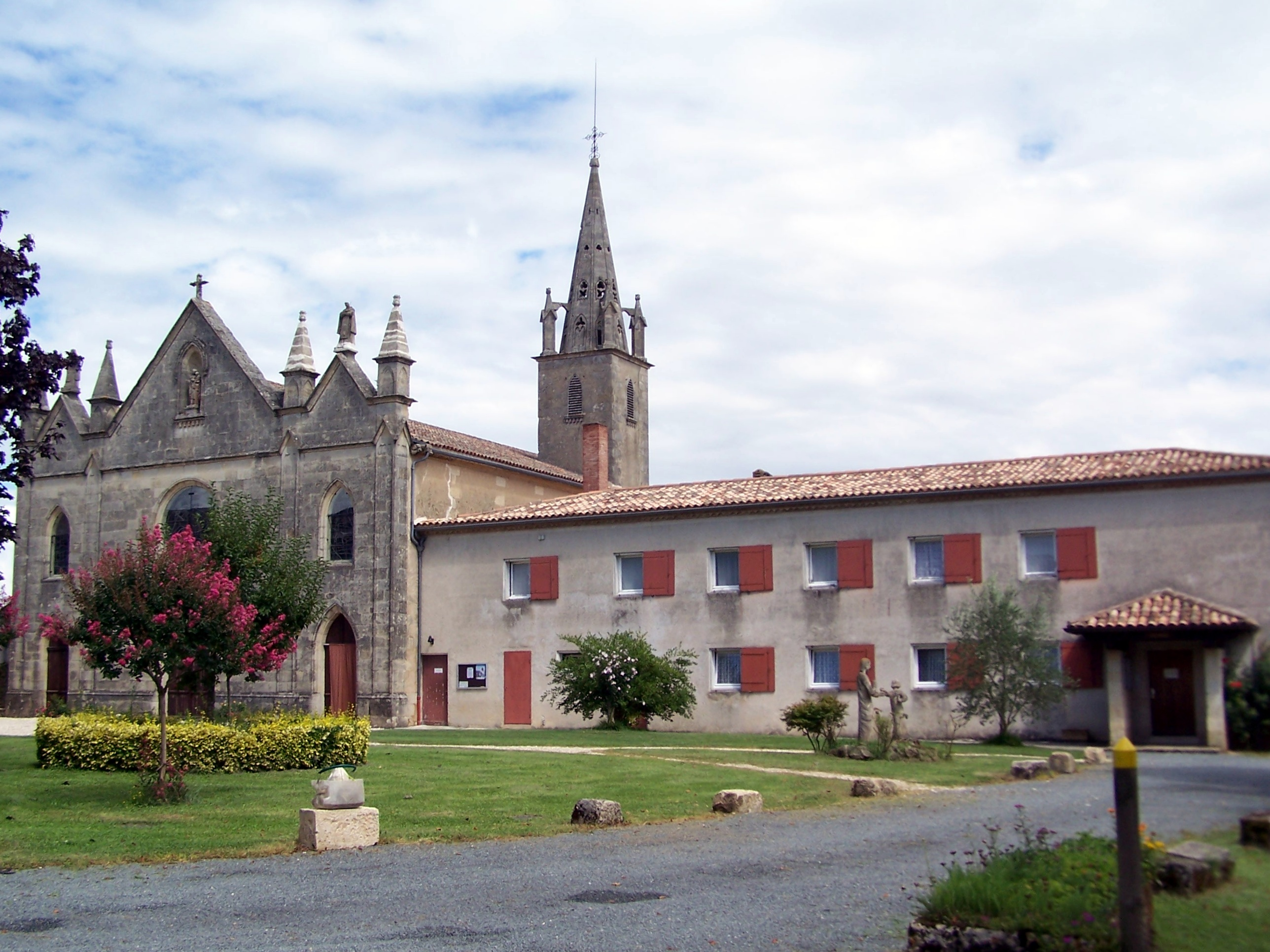
Le monastère du Broussey (août 2014).

#### En France après la Révolution
Le retour des carmes se fait lentement au cours du XIXe siècle. Après la fermeture des couvents de France en 1792, des carmélites organisent des couvents clandestins.
Mère Thérèse-Camille de l’Enfant-Jésus (Camille de Soyécourt) qui a pu récupérer la fortune familiale va utiliser cet argent pour racheter des anciens couvents saisis et vendus par la république afin de réinstaller des religieuses. En 1797, Mme de Soyecourt rachète le couvent des Carmes de la rue de Vaugirard, et en 1800, elle y organise un premier couvent clandestin qui servira de plaque tournante pour recueillir les carmélites isolées et les renvoyer vers de nouveaux couvents clandestins. Napoléon qui la redoute et l'a fait emprisonner  dira d'elle : « Du moment que l’Empire n’est pas en jeu, il n’est pas prudent de discuter avec Madame de Soyecourt. Si tous ceux qui sont pour moi avaient la fidélité de cette femme pour les causes qu’elle soutient, je n’aurais pas tant de soucis. ». C'est ainsi qu'en 1804, vingt-cinq couvents sont déjà reconstitués. Après la chute de Napoléon, les restaurations de couvents de carmélites se poursuivent et de nouvelles fondations voient le jour (cinquante-sept restaurations et fondations jusqu'en 1850). Les carmes déchaux, qui avaient fui la France, reviennent y fonder un premier couvent en 1840 (fondation réalisée par Dominique de Saint-Joseph, Espagnol chassé de son pays par les persécutions dont l'Église y est l'objet), à Rions au hameau de Broussey, non loin de Bordeaux. Les fondations se multiplient alors (en France) jusqu'à la fin du XIXe siècle, et en 1901, on compte alors 132 couvents de carmélites, soit 58 de plus qu'avant la Révolution.
À partir de la seconde moitié du XIXe siècle, les carmels français lancent des fondations sur d'autres continents (Inde, Palestine).

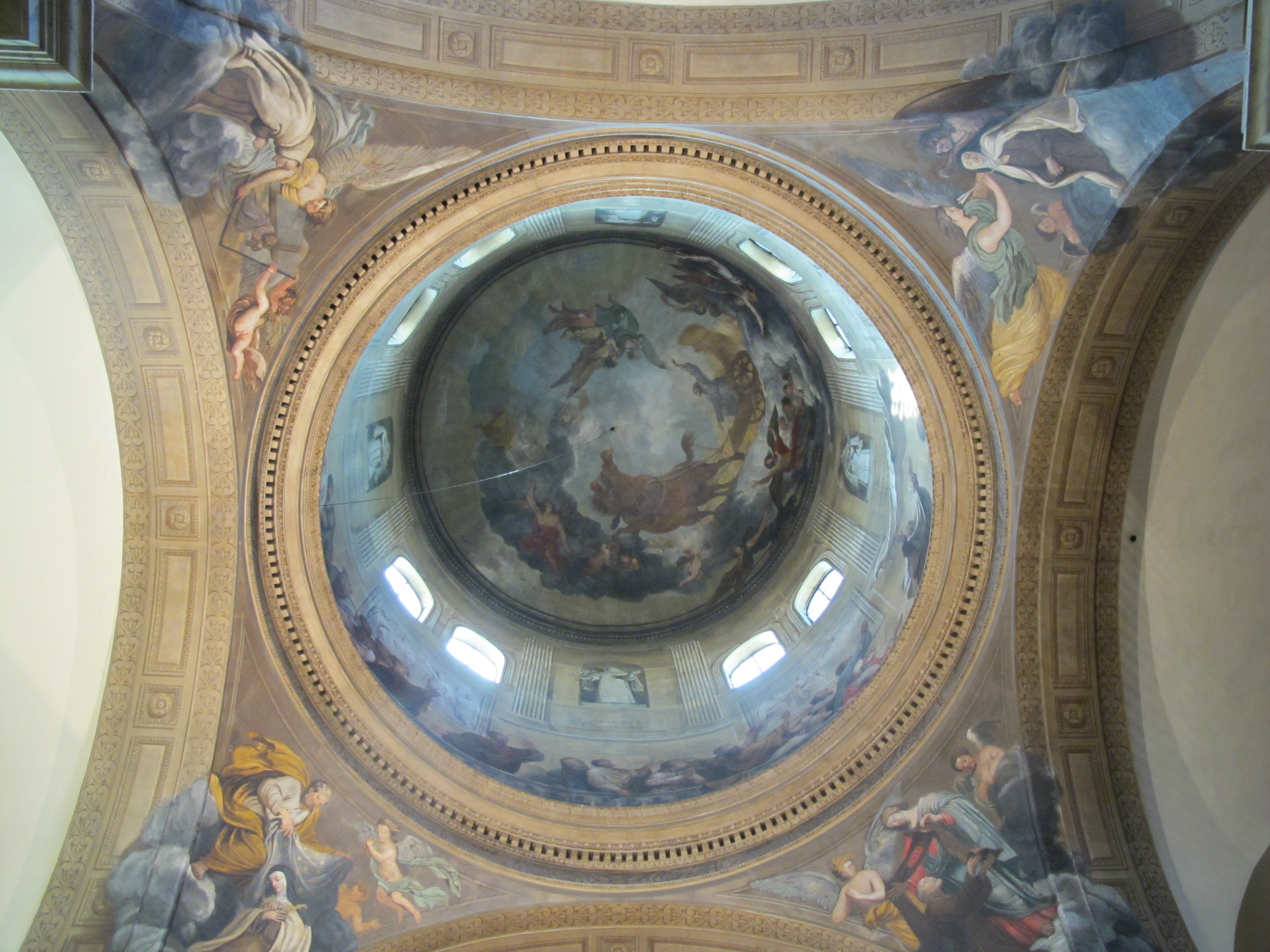
Coupole de l'église Saint-Joseph-des-Carmes de Paris

En 1864 seulement, les carmes parvinrent à se réinstaller à Paris, d’abord dans un modeste immeuble de la rue Singer, puis rue Louis-David. Un couvent régulier put ensuite être établi rue de la Pompe, où la communauté de Paris se transféra en 1871 ; une chapelle y est construite en 1898. En 1901, les lois Combe obligèrent les carmes et bien des carmélites à s’exiler. Ils purent rentrer en France après la Première Guerre mondiale. La France compta alors plus d’une centaine de monastères de carmélites. Quant aux carmes, ils rétablirent tout d’abord la province d’Avignon. En 1932, les couvents français furent groupés en deux semi-provinces, élevées à l’état de provinces en 1947, celle d’Avignon-Aquitaine au sud et celle de Paris au nord. Le premier vicaire provincial de Paris de 1932 à 1940, Louis de la Trinité (l'amiral Georges Thierry d'Argenlieu), lui donna une vigoureuse impulsion ; son successeur de 1940 à 1945, Philippe de la Trinité, participe activement à la Résistance. Signalons encore Jacques de Jésus (1900-1945), dont la charité alla jusqu’au don de la vie et André-Marie de la Croix (1906-1960) au rayonnement spirituel marquant. À Paris, après l'implantation villa Scheffer puis villa de la Réunion (16e arrondissement), un nouveau couvent est fondé en 2011 rue Ferrandi, dans le 6e arrondissement, à proximité de l'ancien couvent de la rue de Vaugirard.

##### Abus sexuels
En janvier 2024, les carmes de Paris mettent en place une cellule d'écoute à la suite de révélations d'agressions sexuelles de la part du carme Pierre Milcent décédé en 2020. Quatre femmes indiquent avoir été victimes d’abus sexuels de la part de Pierre Milcent lors d'« activités autour de la prière et du yoga à Lille, à Paris et dans la Sarthe ».

#### En Espagne
En 1936, avant même le début de la Guerre d'Espagne, les milices républicaines attaquent et incendient de nombreux couvents, et vont même jusqu'à massacrer les religieux (voir Terreur rouge : Violences antireligieuses). En 1937, en pleine guerre civile, sainte María de las Maravillas de Jesús parvient à faire évacuer ses carmélites du secteur républicain et à les amener en France après tout un périple. Après la guerre, elle retourne en Espagne pour restaurer le couvent de Cerro de los Angeles, complètement détruit. Elle sera à l'origine de dix fondations de couvents en Espagne et à l'étranger (un couvent en Équateur).
L'ordre des Carmes déchaux se développe rapidement après la guerre pour atteindre les 149 couvents.

#### En Grande-Bretagne et pays anglophones
En 1850, la Grande-Bretagne qui ne comptait plus que trois couvents de carmélites (et aucun de carmes déchaux) voit de nouvelles fondations se réaliser à partir de 1868. Ces couvents anglais deviennent à leur tour fondateurs de nouveaux couvents en Grande-Bretagne, Australie, Irlande, États-Unis. Aux États-Unis, qui ne comptaient qu'un couvent (fondé en 1790), de nouvelles fondations ont lieu au début du XXe siècle en provenance de Grande-Bretagne et d'Espagne. Les États-Unis comptent aujourd'hui trois provinces et 64 couvents. En Australie, de nouvelles fondations ont lieu à partir de la fin du XIXe siècle (plusieurs couvents de carmélites et deux de carmes).

#### Autres figures du renouveau

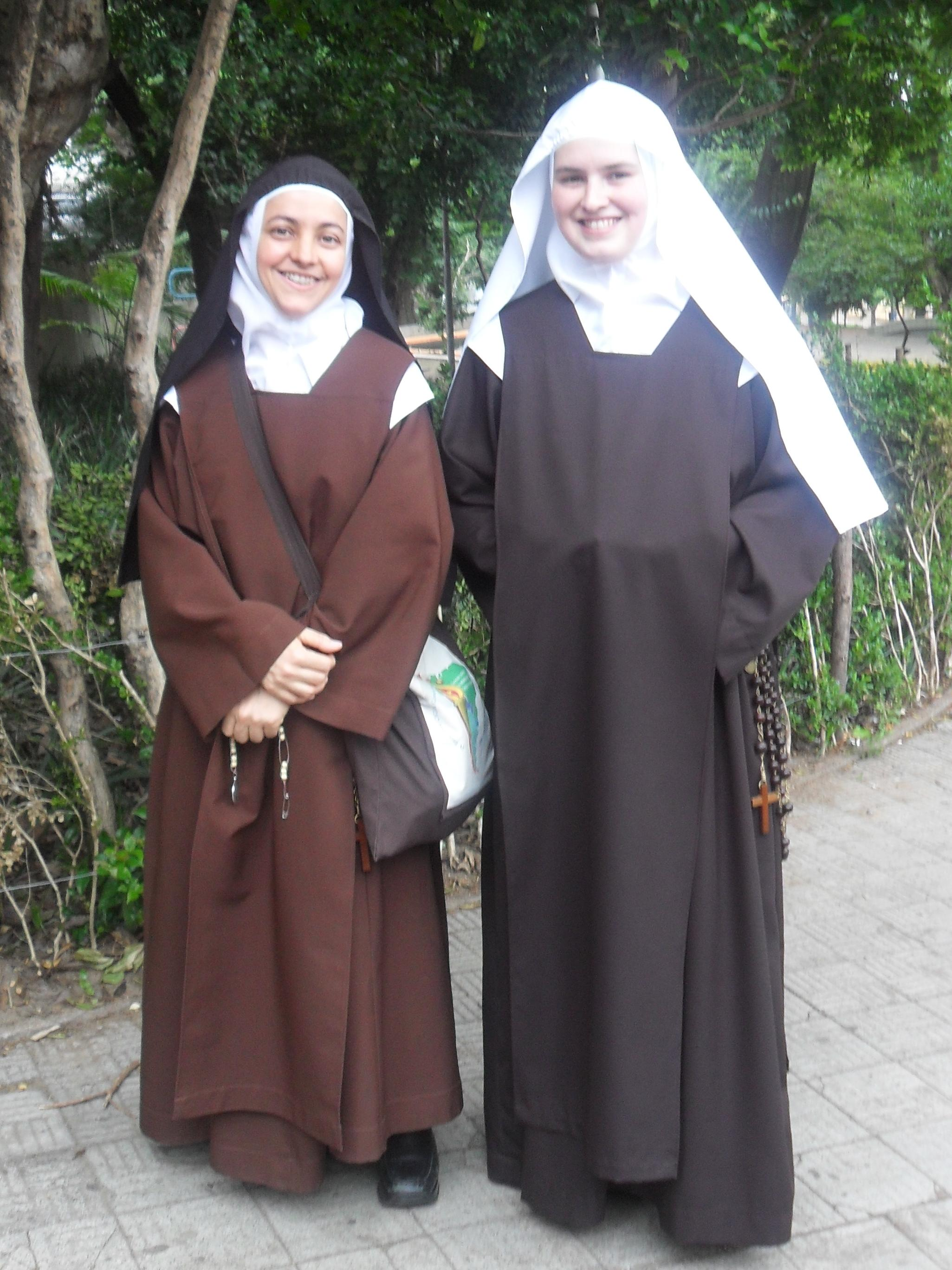
Sœurs carmélites au Brésil.

D'autres figures contribuent à la restauration du Carmel déchaussés : l'Espagnol Francisco Palau y Quer qui fonde deux instituts de carmélites missionnaires, l'officier polonais Joseph Kalinowski qui restaure les couvents en Pologne, le pianiste et carme allemand Hermann Cohen qui aide également à la fondation de divers couvents.
Sainte Thérèse de Lisieux et sainte Élisabeth de la Trinité renouvellent le message spirituel du Carmel. La lecture d'Histoire d'une âme de sainte Thérèse a un immense retentissement, de même que sa canonisation en 1925. La philosophe juive réputée, Edith Stein, entrée au Carmel de Cologne en 1933 sous le nom de « sœur Thérèse-Bénédicte de la Croix », réalise une œuvre théologique et philosophique qui influence beaucoup le siècle.
En 1831, trois prêtres indiens, Kuriakose Elias Chavara, Thomas Porukara et Thomas Palakal, fondent à Mannanam la Congrégation des « Serviteurs de Marie Immaculée du Mont-Carmel », communément appelés « Carmes de Marie Immaculée », affiliés aux Carmes déchaux en 1831. Le bienheureux Elias Chavara, prêtre de l'Église syro-malabare (unie à Rome), a également fondé la congrégation féminine de la « Congrégation de la Mère du Carmel » en 1866. Ces deux congrégations se sont également implantées en Afrique et en Europe.
En 1948, le père Marie-Eugène de l'Enfant-Jésus fonde le premier Institut séculier carmélitain: Notre-Dame de Vie, faisant partie du Tiers-Ordre carmélitain.
Dans les années 1970, le Brésilien José Cardoso Sobrinho, farouchement opposé à la théologie de la libération, a été conseiller général et procureur général des carmélites, avant d'être nommé archevêque d'Olinda et de Recife.

### Évolution des effectifs au cours de l'histoire
La réforme est lancée en 1562 avec un premier couvent.
En 1582 (à la mort de sainte Thérèse d’Avila), on compte en Espagne, 16 monastères de moniales et 17 couvents de religieux. En 1591, ce sont 24 couvents de carmélites totalisant 200 religieuses, et 33 couvents de frères carmes rassemblant 300 frères déchaux, tous répartis en Espagne et au Portugal. À la fin du XVIe siècle les couvents de carmes et carmélites déchaux sont limités à l'Espagne, plus deux en Italie (Rome et Gênes).
En 1635, 22 couvents ont été fondés en France, et au milieu du XVIIe siècle, l'Italie compte six provinces, la France cinq, auxquelles s'ajoute une province d'Allemagne-Autriche qui sera scindée en deux au début du siècle suivant.
À la fin du XVIIe siècle, l'ordre des Carmes déchaux (séparé des Grands Carmes) compte une vingtaine de provinces et presque 8 000 religieux.
En France, de 1766 à 1780, la "Commission des réguliers" enregistrait 79 couvents de carmes déchaux totalisant 750 religieux  (autres chiffres sur une autre source : en 1765 on ne compterait plus que 600 carmes déchaux en France, répartis dans 60 couvents (environ).
En 1790, le recensement des religieux réalisé par la Constituante ne donne plus que 425 carmes déchaux. Les carmélites, à la veille de la Révolution sont un peu plus de 1 700, réparties dans 74 couvents.
En 1804, après la dissolution et la disparition de tous les couvents, 25 couvents de carmélites sont rouverts. En 1850, il y a 72 couvents de carmélites en France et 132 en 1901.
En 1961, l'ordre comptait (dans le monde entier) 4 200 carmes répartis dans 28 provinces et 382 couvents, ainsi que 15 000 réparties dans 727 monastères (sur les cinq continents). À ces chiffres, s'ajoutent 63 congrégations religieuses rattachées à l'ordre des carmes déchaux, ainsi que deux instituts séculiers (instituts composés de laïcs).
En 1994, en France, on comptait 113 couvents avec environ 2 000 moniales et, en 2013, le nombre de monastères de carmélites est porté à 85 (plus deux en Suisse francophone).
En Espagne, on compte six provinces et 149 couvents de carmélites. La zone « Grande-Bretagne/Irlande » est érigée en province en 1929. Les États-Unis comptent trois provinces et 64 couvents. En Australie, on compte plusieurs couvents de carmélites et deux de carmes.
En France, le carmel de Pontoise, fondé en 1605, est le plus ancien carmel de carmélites déchaussées à être toujours en activité,.

### Composition de l'Ordre aujourd'hui
La famille carmélitaine des déchaux comprend aujourd'hui :
- les carmes et les carmélites déchaussés, issus de la réforme de Thérèse d'Avila et Saint Jean de la Croix, qui sont au nombre (en 2014) d'environ 4 000 frères (répartis dans 500 monastères), et 10 000 sœurs (dans 750 couvents), le tout répartis sur les cinq continents[19]. Si 1/4 des frères sont basés en Inde, les religieuses sont majoritairement en Europe (4 600 religieuses) et en Amérique (3 200 religieuses)[i] ;
- des laïcs vivent aussi au sein de communautés carmélitaines. Ils forment l’O.C.D.S. : ordre des Carmes déchaux séculier, anciennement nommé le Tiers-Ordre. On compte 25 000 laïcs séculiers répartis dans 74 pays[19].

À ces branches, s'ajoutent différentes communautés de carmélites apostoliques (ou de carmes) :
- la Congrégation des Maricolles fondée en 1663 par Hermann de Saint-Norbert dans les Pays-Bas méridionaux ;
- la Fédération carmélitaine apostolique qui rassemble trois congrégations[20] :
  - Notre Dame du Mont Carmel d’Avranches,
  - les Sœurs de la Providence de la Pommeraye,
  - les sœurs de Sainte Thérèse d'Avesnes ;
- les Carmélites de la Charité, (fondées en 1826 par sainte Joaquina Vedruna), rassemble plus de 2 500 religieuses[14],[21] ;
- la congrégation des Carmes de Marie Immaculée (CMI), fondée en Inde en 1830[j] par les Pères Malpan Thomas Porukara, Malpan Thomas Palackal et Kuriakose Elias Chavara. Cette congrégation de carmes qui rassemble des religieux autochtone est affiliée aux Carmes déchaux[22]. En 2005 la congrégation comptait plus de 2 700 membres, essentiellement en Inde (mais également en Europe et États-Unis)[23] ;
- les Carmélites missionnaires[24] et les Carmélites missionnaires thérésiennes[25] (fondées en 1861 par Francisco Palau y Quer). Ces deux instituts de vie consacrée ont pour mission d'aider, de servir, d'assister à travers le monde les pauvres, les malades, les personnes qui souffrent physiquement ou moralement, les enfants, les jeunes, les vieillards et les familles ;
- la congrégation des Sœurs de la Mère du Carmel (CMC), fondée en Inde en 1866 par Kuriakose Elias Chavara avec le frère missionnaire italien Léopold Beccaro[22]. La congrégation compte aujourd'hui 6 400 religieuses dans le monde dans 200 maisons[26] ;
- les Carmélites de Saint Joseph, fondés en 1872[27] ;
- le mouvement thérésien de l'Apostolat (MTA), (fondée en 1876 par saint Henri de Osso y Cervello sous le nom de « Compagnie de sainte Thérèse de Jésus »), rassemble plus de 3 000 religieuses[28] ;
- les Servantes de Marie Immaculée, Protectrice des travailleurs, fondée en 1884 par Jeanne-Marie Condesa Lluch à Valence et présente dans 5 pays avec plus de 130 religieuses[29] ;
- les Carmélites du Divin Cœur de Jésus fondées en 1891 par la bienheureuse Marie-Thérèse de Saint Joseph, dépassent le millier de carmélites[14] ;
- les Carmélites de l'Enfant-Jésus[30] fondées en 1921 en Pologne par Teresa Janina Kierocinska ;
- la congrégation des Petites sœurs des pauvres d'Altagracia de Orituco, fondée par la bienheureuse Candelaria de San José en 1910 au Venezuela ;
- le Carmel apostolique, fondé en 1892 par mère Véronique de la Passion[31] ;
- les Sœurs carmélites du Sacré-Cœur fondé en 1921 par María Luisa Josefa du Saint-Sacrement[32] ;
- les sœurs catéchistes guadalupéennes fondés en 1921 et agrégées en 1924 ;
- les Sœurs carmélites du Très Sacré-Cœur de Los Angeles fondé en 1927 par María Luisa Josefa du Saint-Sacrement[32] ;
- les Sœurs de Sainte Thérèse de l'Enfant-Jésus fondées en 1936 par Adolphe Pierre Szelazek. Elles comptent une centaine de religieuses et 12 maisons[33].

La faculté pontificale de théologie Teresianum, basée à Rome, fondée en 1935, est rattachée à l'Ordre.
La famille du Carmel comprend également l'institut Notre Dame de Vie qui est un Institut séculier destiné aux laïcs, hommes et femmes, et aux prêtres diocésains désirant vivre la spiritualité du Carmel dans le monde.
En 2014, on dénombrait environ 4 000 frères carmes et 10 000 carmélites sur les cinq continents, auxquels s'ajoutent 25 000 membres de l'OCDS, présents dans 74 pays.

## Personnalités dans l'ordre des Carmes déchaux

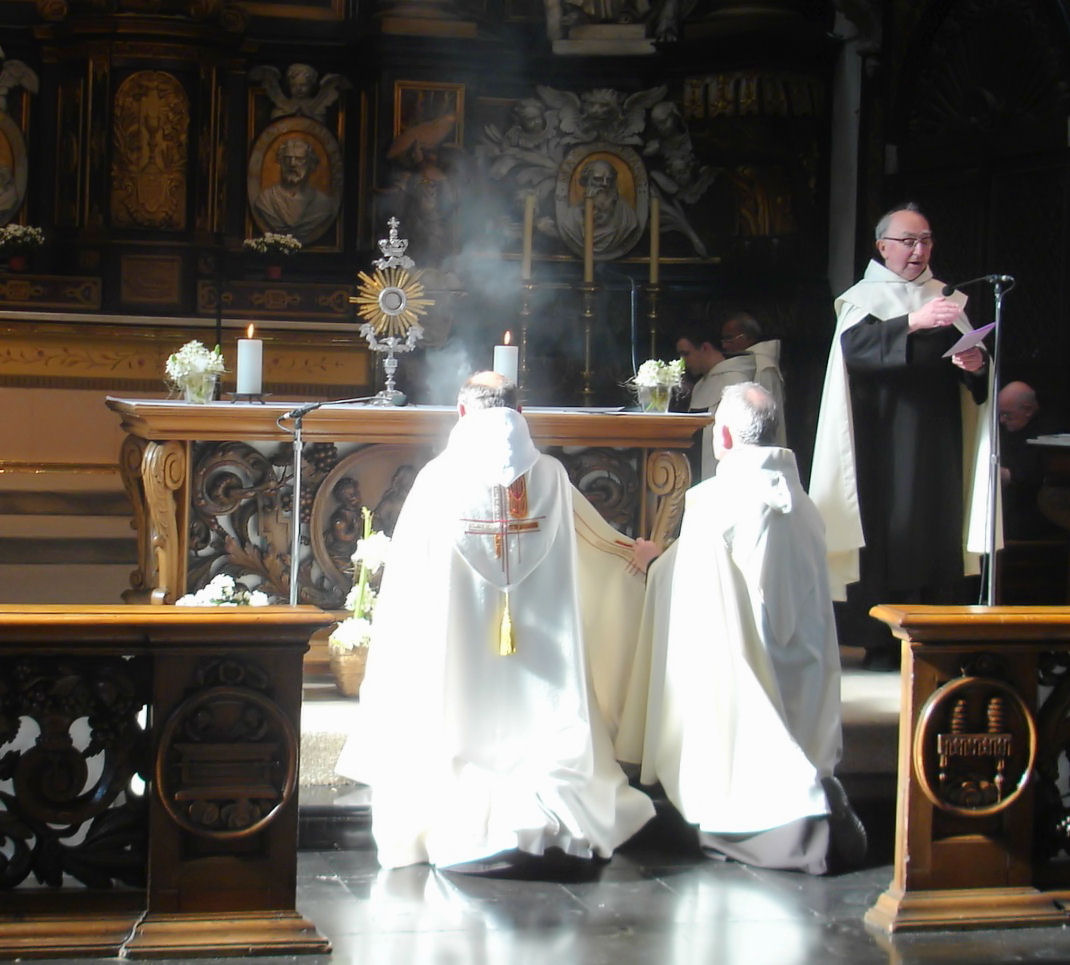
Bénédiction du Saint-Sacrement au couvent des Carmes déchaux de Gand.

Voir aussi la Liste des saints du Carmel.

### Carmes déchaux
- Saint Jean de la Croix (1542-1591). Réformateur du carmel et docteur de l'église.
- Laurent de la Résurrection (1614-1691), frère carme au Couvent de Paris rue de Vaugirard, connu par un petit recueil de lettres et d'entretiens dans lesquels il raconte ses expériences spirituelles, tout entières centrées sur la pratique de la présence de Dieu.
- Hermann Cohen (1820-1871), issu d'une famille juive, il se convertit au catholicisme en 1847 et entre dans l'ordre des Carmes déchaux sous le nom d'« Augustin-Marie du Saint-Sacrement ».
- Saint Raphaël Kalinowski (1835 - 1907), en religion Raphaël de Saint-Joseph, religieux carme déchaux polonais, considéré comme le « restaurateur du Carmel polonais ».
- Père Jacques de Jésus (1900-1945), fondateur du Petit collège d'Avon en 1934, arrêté en 1944 pour avoir caché trois enfants juifs. Il est honoré à Yad Vashem comme un Juste parmi les nations. Il est déclaré comme Serviteur de Dieu par l'Église en 1997.
- Père Louis de la Trinité (1889-1964), marin, religieux carme et résistant français.
- Bienheureux Marie-Eugène de l'Enfant-Jésus (1894-1967), définiteur général puis vicaire général de l'ordre des Carmes déchaux (1937-1955), fondateur de l'Institut Notre-Dame de Vie.
- Guy Gaucher (1930-2014), évêque auxiliaire émérite de Bayeux et Lisieux, écrivain spirituel et grand connaisseur de la figure et spiritualité de sainte Thérèse de Lisieux.
- Anders Arborelius, né le 24 septembre 1949 à Sorengo, en Suisse, est un religieux suédois, évêque catholique du diocèse de Stockholm depuis le 29 décembre 1998, et cardinal depuis le 28 juin 2017.

### Carmélites déchaussées

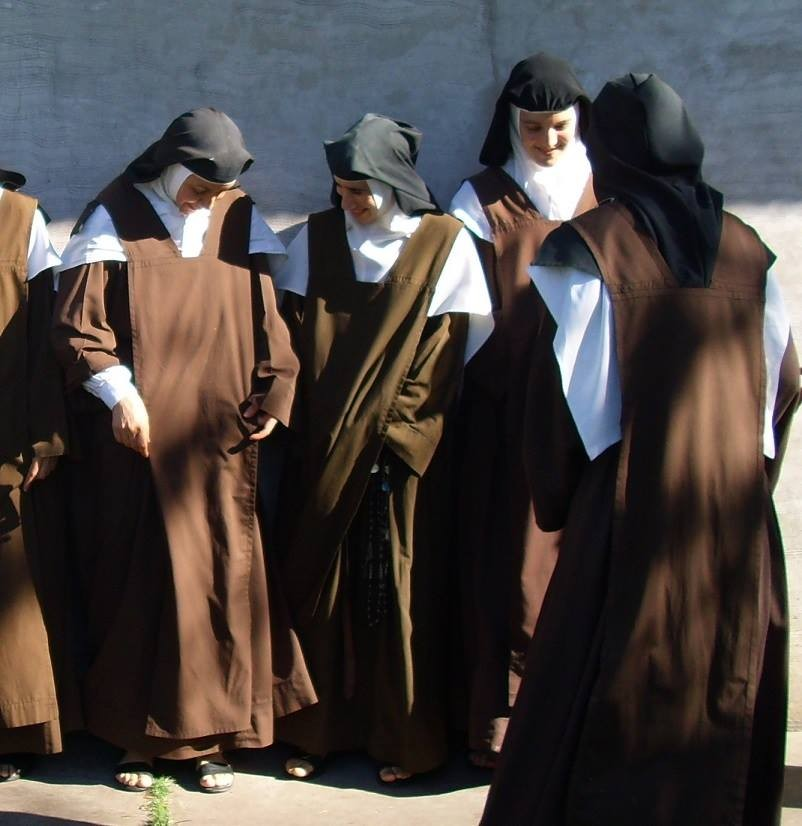
Moniales carmélites déchaussées à Nogoyá, Argentine.

- Sainte Thérèse de Jésus ou Thérèse d'Ávila (1515-1582). Réformatrice des carmélites et docteur de l'église. Fondatrice de l'ordre des Carmes déchaux.
- Bienheureuse Marie de l'Incarnation (1566-1618), née Barbe Jeanne Avrillot et épouse de Pierre Acarie, animatrice d'un cercle religieux, elle introduit en France l'ordre du Carmel thérésien.
- Vénérable Anne de Jésus (1545-1621), née Ana de Lobera Torres, écrivain espagnole, proche de Jean de la Croix et de Thérèse d'Avila. Elle réalise de nombreuses fondations dans toute l'Europe.
- Saintes carmélites de Compiègne, religieuses cloîtrées condamnées à mort en juillet 1794 par le Tribunal révolutionnaire pour motif de fanatisme et de sédition. Béatifiées en 1906 et canonisées en décembre 2024 par le pape François, leur vie et leur arrestation a inspiré plusieurs œuvres (nouvelle, pièce, film, opéra) appelées pour la plupart Dialogues des carmélites.
- Sainte Marie de Jésus Crucifié ou Mariam Baouardy (1846-1878). Grande mystique, canonisée le 17 mai 2015.
- Sainte Thérèse de l’Enfant-Jésus (1873-1897), ou Thérèse de Lisieux. Ses publications posthumes, dont Histoire d'une âme (publiée peu de temps après sa mort) ont eu un grand retentissement. Considérée par Pie XI comme « l'étoile de son pontificat », elle est béatifiée et canonisée très rapidement. Elle est déclarée sainte patronne des missions et sainte patronne secondaire de la France avec Jeanne d'Arc. En 1997, elle est déclarée docteur de l'Église par le pape Jean-Paul II.
- Sainte Élisabeth de la Trinité (1880-1906), religieuse française, ses écrits spirituels sur la sainte Trinité ont marqué le XXe siècle.
- Sainte Thérèse de Jésus (1900-1920), ou Thérèse des Andes, religieuse chilienne, fait l'objet d'une grande dévotion au Chili et en Amérique du Sud.
- Sainte Thérèse-Bénédicte de la Croix ou Edith Stein (1891-1942). Carmélite, mystique morte à Auschwitz en 1944, elle a laissé de nombreux écrits spirituels.
- Sainte María de las Maravillas de Jesús (1891-1974), fondatrice de nombreux monastères en Espagne, elle se distingue par sa vie mystique et son ardeur apostolique.
- Sœur Marie Lucie de Jésus et du Cœur Immaculé (1907-2005), voyante de Notre-Dame de Fátima.
- Mónica Astorga Cremona (1967-), religieuse carmélite déchaussée et mère supérieure du couvent carmélite Santa Cruz y San José de Neuquén.

### OCDS
L'ordre des Carmes déchaux séculier est le Tiers-Ordre carmélite de la branche des déchaussés. Il regroupe des laïcs.
- Maria Petyt (1623-1677) ou Marie de sainte Thérèse. Mystique flamande.
- Bienheureuse Josefa Naval Girbés (1820-1893). Mystique, elle donne des enseignements de vie spirituelle. Par son apostolat elle se révèle en avance sur les textes de Concile Vatican II.
- Saint Georges Preca (1880-1962, prêtre et fondateur), Fondateur de la « Société de la Doctrine Chrétienne » (MUSEUM).

### Prieurs généraux de l’Ordre

#### Congrégation d'Espagne
- 1585-1594 : Nicolas de Jésus-Marie[3]
- 1594 - ? : François de la Mère de Dieu
- 1617-1620 : Dominique de Jésus-Marie
- env 1630 : Teodoro Straccio
- 1665-1671 : Philippe de la Très Sainte Trinité
- 1672?-? : Ferdinand Tartaglia
- vers 1708 : Quentin de Saint Charles

#### Congrégation d'Italie
- 1604- : Pierre de la Mère de Dieu[36]
- 1611-1614 : Jean de Jésus-Marie, dit Calaguritain (1564-1615)[37]
- 1617-1620 : Dominique de Jésus-Marie Ruzzola (1559-1630)[38]
- 1635-1638 : Jean de Saint Jérôme[37]
- 1659-1665 : Dominique de la Très Sainte Trinité (Antoine Tardy 1616-?)[39]
- 1665-1671 : Philippe de la Très Sainte Trinité (Esprit Julien 1603-1671)[39]
- 1671-1674 :
- 1674-1677 : Jean-Chrysostome de Saint Paul (Étienne Ribitol)[39]
- 1683-1686 : Charles de Saint-Bruno (Claude-Louis Boichard +1697)[39]
- 1686-1689 : Martial de Saint-Paulin (Paul Henry 1622-1687)[39]
- 1692-1695 : Ambroise de Saint-Ange (Pierre Gayot +1695)[39]
- 1701-1704 : Eugène de Saint-Joseph (Pierre Henry +1713)[39]
- 1707-1707 : François-Marie de Sainte-Thérèse (François de Sméry 1656-1734)[39]
- 1716-1719 : Epiphane de Sainte-Marie (François Serre +1722)[39]
- 1719-1722 : Philippe-Thérésius de Sainte-Anne (Chifflet +1736)[39]
- 1734-1737 : Marcel de Sainte-Anne (+1752)[39]
- 1737-1740 :
- 1740-1743 : Symphorien de Saint-André (Balley +1775)[39]
- 1755-1760 : Hilarion de Sainte-Réparate (Alexandre Fighiera 1723-1787)[39]
- 1779-1785 : Hilarion de tous les Saints (Jean de Gaillardie +1787)[39]
- 1785-1787 : Hilarion de tous les Saints (Jean de Gaillardie +1787)[39]* 1865-1868 : Dominique de Saint Joseph[40]

#### Ordre des Carmes déchaux (à partir de 1875)
- 1925-1937: Guillaume de Saint Albert (Lechner)
- 1937 - 1946 : Pierre Thomas de la Madone du Carmel (Sioli)
  - 1946-1947: le P. Silverio de Sainte Thérèse assure l'interim en tant que Vicaire général
- 1947-1954 : Silverio de Sainte Thérèse (Gomez)
  - 1954-1955 : le Bienheureux Marie-Eugène de l'Enfant-Jésus assure l'interim en tant que Vicaire général
- 1955-1967 : Cardinal Anastasio du Saint-Rosaire (Ballestrero) - Serviteur de Dieu
- 1967-1973 : Michel-Ange de Saint Joseph (Batiz Bilbao)
- 1973-1979: Finian de la Reine du Carmel (Monahan)
- 1979-1991 : Philippe de la Mère de Dieu (Sainz de Barenda)
- 1991-2003 : Camilo des Sacrés Cœurs (Maccise)
- 2003-2009 : Luis de Sainte Thérèse de Jésus (Arostegui Gamboa)
- 2009-2021 : Saverio du Sacré Cœur (Cannistrà)
- 2021-   : Miguel de Marie (Marquez Calle)[41]

## Couvents de carmes

### En Europe

#### Allemagne
- Couvent des carmes de Birkenwerder
- Couvent des carmes de Munich (provincialiat)
- Couvent Saint-Joseph de Ratisbonne
- Couvent de Reisach
- Couvent de Schwandorf
- Couvent de Wurtzbourg

#### Belgique
- Couvent des Carmes déchaussés de Liège
- Couvent des Carmes En-Île de Liège (Carmes mitigés)
- Couvent des Carmes déchaussés de Gand
- Couvent des Carmes déchaussés de Bruges
- Couvent des Carmes déchaussés de Berchem-lez-Anvers
- Belgique et Luxembourg

#### France
- Centre spirituel des Carmes d'Avon (Seine-et-Marne)
- Couvent des Carmes d'Avon
- Monastère des Carmes du Broussey à Rions
- Couvent des Carmes déchaussés de Laval
- Couvent des Carmes de Lisieux
- Couvent des Petits-Carmes à Metz, 1644-1790
- Couvent des Carmes de Montpellier
- Couvent des Carmes de Paris
- Monastère Saint-Désert de Roquebrune (Var)
- Couvent des Carmes de Toulouse

#### Italie
- Le cloître du Scalzo à Florence
- Le couvent Santa Teresa a Chiaia à Naples, fondé en 1625

#### Pays-Bas
- Le Couvent des Carmes de Boxmeer, fondé en 1653

#### Portugal
- Couvent des Carmes de Fátima

#### Suisse
- Couvent des Carmes de Fribourg
- Couvent des Carmes de Bâle
- Le Carmel en France
- carmel du Luxembourg
- Carmélites de Saint Joseph

### Autres continents

#### Canada
- Carmel du Québec[42]

#### Israël
- Monastère Stella Maris d'Haïfa, sur le mont Carmel en Israël

#### Sénégal
- Couvent de Kaolack au Sénégal[43].

## Couvents de carmélites

### En Europe

#### Belgique
- Carmel d'Argenteuil à Waterloo
- Carmel de Boussu
- Carmel de Bruxelles
- Carmel de Floreffe
- Carmel de Louvain-la-Neuve[44]

#### France
- Carmel du Saint-Esprit d'Amiens
- Monastère de Bayonne
- Monastère de Chartres
- Couvent des Carmélites de Châtillon-sur-Seine (Côte-d'Or)
- Carmel du Saint-Esprit de Domont (Val-d'Oise), fondé en 1964, fermé en 2013.
- Carmel de Dijon à Flavignerot (Côte-d'Or)
- Carmel de Figeac [45]
- Carmel de Frileuse à Briis-sous-Forges (Essonne)
- Monastère de Béthune (carmel de Fouquières)
- Monastère du Havre
- Monastère de Laval
- Monastère de Lisieux
- Carmel de Lyon
- Carmel de la Paix à Mazille (Saône-et-Loire)
- Monastère de Mende
- Monastère de Morlaix
- Monastère de Paris-Montmartre
- Monastère de Plappeville-Metz
- Carmel de Pontoise (Val-d'Oise)
- Monastère de Saint-Sever-Calvados
- Monastère de Saint-Maur (Jura)
- Carmel du Saint-Enfant-Jésus, à Saint-Pair-sur-Mer, Manche, fermé fin 2018[46],[47]
- Monastère de Saint-Rémy-Les-Montbard (Côte-d'Or)
- Monastère Notre-Dame de Surieu à Saint-Romain-de-Surieu (Isère)
- Monastère de Saint-Saulve (Nord)
- Carmel de Verdun (Meuse)
- Monastère de Vinça (Pyrénées-Orientales)
- Monastère d'Yzeron[48] (Rhône)

#### Lituanie
- Couvent de Krikštėnai

#### Portugal
- Monastère de Braga (carmel de l'Immaculée Conception)
- Monastère de Beja (carmel du Sacré-Cœur de Jésus)
- Monastère de Fátima (carmel de Saint Joseph)
- Monastère de Faro (carmel de Notre-Dame Reine du Monde)
- Monastère du Porto (carmel du Cœur Immaculé de Marie)
- Monastère de Coimbra (carmel de sainte Thérèse)

#### Royaume-Uni
- Carmel de la Très-Sainte-Trinité de Notting Hill à Londres (Angleterre), fondé par le carmel de Paris
- Carmel de Darlington

#### Suisse
- Monastère du carmel du Pâquier à Le Pâquier-Montbarry (Suisse)
- Carmélites de Locarno (Suisse)
- Carmélites de Develier (Suisse)

### Autres continents

#### Israël et Palestine
- Carmel de Bethléem (carmel Saint Enfant Jésus)
- Monastère Notre-Dame-du-Mont-Carmel d'Haïfa, sur le mont Carmel
- Carmel de Jérusalem (carmel du Pater Noster)
- Carmel de Nazareth (carmel de la sainte Famille)

#### Canada
- Carmel de Montréal